# Пропаст царства српскога
Пропаст царства српскога је народна епска песма која припада косовском циклусу песама и у којој су представљена два разлога која су довела до пораза српске војске на Косову. Први разлог је божја воља, а други издаја Вука Бранковића. У песми се цару Лазару даје да изабере смрт (небеско царство) или живот (земаљско царство). Цар је изабрао небеско царство и почео се спремати и скупљати војску за битку. Сви ратници су часно погинули осим Вука Бранковића који је издао свог таста цара Лазара.
Први пут ју је записао Вук Стефановић Караџић у делу Пјесме јуначке најстарије, књига друга 1845. године.

## Тема
Избор кнеза Лазара за улазак у царство небеско и неприхватање робовског начина живота.

## Ликови
- Цар Лазар
- Југ Богдан
- Девет Југовића
- Три Мрњавчевића
- Вук Бранковић

## Филм
Године 1989. је снимљен филм Бој на Косову, који се бави тематиком битке на Косову из 1389. године. Режирао га је Здравко Шотра.